# Bashir Ahmad (peleador)
Bashir Ahmad (urdu: بشیر احمد ) (Faisalabad, Punyab; 12 de octubre de 1982) es un artista marcial mixto paquistaní. Es considerado como uno de los más grandes deportistas de Pakistán y un pionero del deporte en su país.

## Primeros años
Bashir Ahmad nació en la ciudad de Faisalabad en Punjab, Pakistán, pero se mudó con sus padres a los Estados Unidos  cuando tenía tres años. En 2002, siguió una carrera en el EE. UU. y se unió a la Guardia Nacional de Virginia. En 2004, fue enviado a Irak cuando estalló la guerra. Estaba estacionado en Mosul, trabajando como médico del Ejército de EE. UU. en un equipo que desarmaba explosivos. Ahmad comenzó a entrenar en jiu-jitsu brasileño alrededor de 2005, cuando se estaba dando el boom del MMA en Norteamérica, convirtiéndose en un pionero del deporte en Medio Oriente.
Llegó a Lahore, Pakistán en 2007 con el objetivo de promover las MMA en el país. Después de entrenar jiu-jitsu a niños locales durante algún tiempo, se fue a Tailandia durante un año para entrenar Muay Thai. A su regreso a Pakistán en 2009, Ahmad instaló un pequeño gimnasio de entrenamiento de MMA en su propio apartamento. El apartamento estaba tan sucio que lo llamó “The Slaughterhouse”.
En 2012, Ahmad abrió un gimnasio llamado “Synergy MMA Academy” en Lahore, que ha crecido hasta convertirse en uno de los gimnasios más grandes del país.

## Carrera de artes marciales mixtas

### ONE Championship

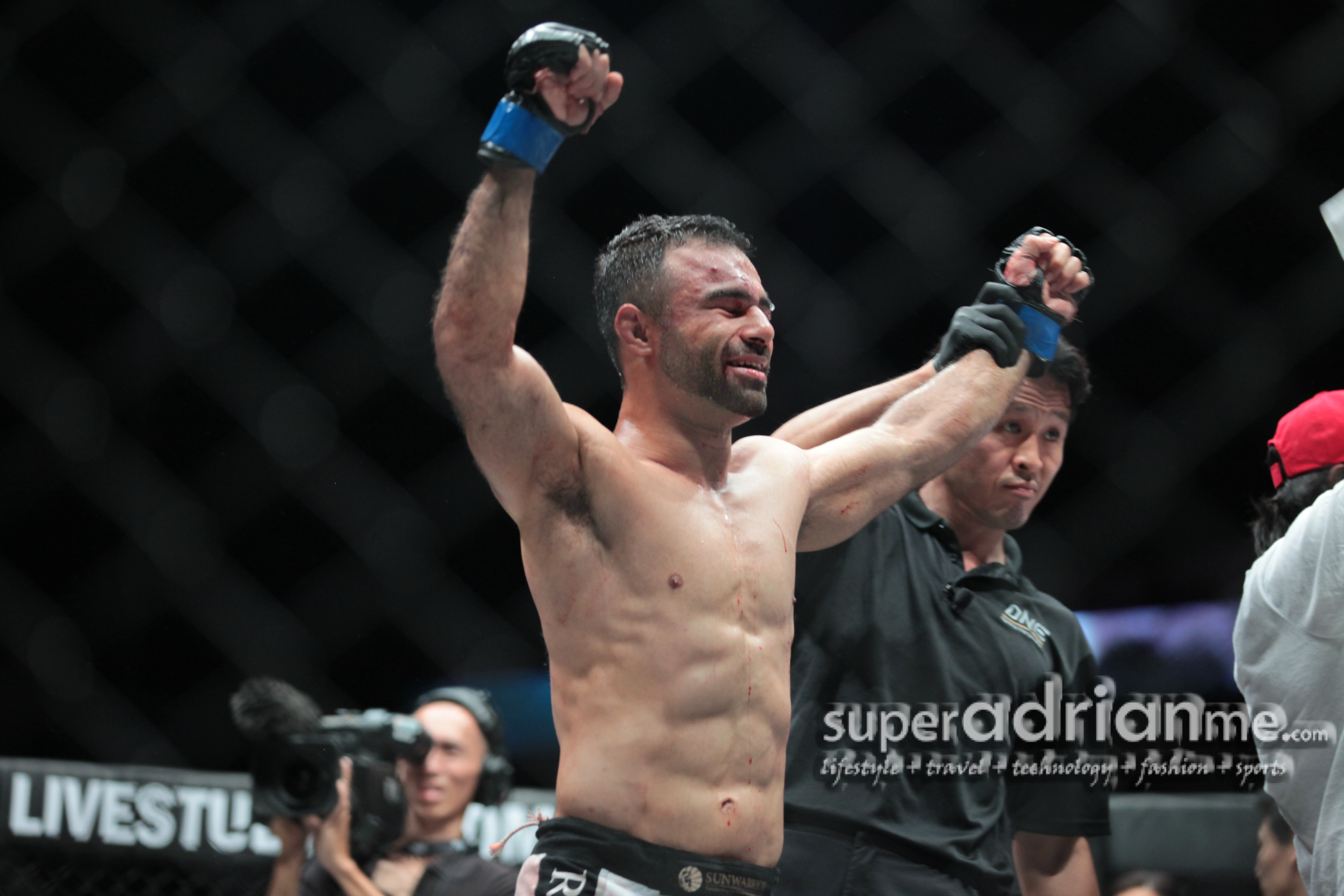
Ahmad después de una pelea en ONE.

Bashir Ahmad fue el primer pakistaní en competir en MMA a nivel internacional cuando hizo su debut en ONE Championship al pelear contra Shannon Wiratchai en ONE FC: Kings and Champions el 5 de abril de 2013. Ahmad se cortó la el primer asalto, pero los médicos dejaron que la pelea continuara y Ahmad ganó su debut promocional por decisión unánime.
En ONE FC: Champions and Warriors, Ahmad perdió ante el cinturón negro de jiu-jitsu brasileño Bruno Pucci por sumisión mediante estrangulamiento trasero desnudo.
Ahmad contra Tanaphong Khunhankaew en ONE FC: Roar of the Tigers y ganó sometiéndolo con un estrangulamiento trasero desnudo.
En ONE Championship: Valor of Champions, Ahmad intervino para pelear contra Amir Khan Ansari con un aviso de 3 días cuando Shannon Wiratchai, el oponente original de Khan, resultó herido. Ahmad perdió esa pelea por nocaut técnico por detención médica.
Bashir estaba programado para pelear contra Martin Nguyen en ONE Championship: Odyssey of Champions, pero la pelea se canceló cuando Jadamba Narantungalag no pudo aparecer para pelear por el título principal y Martin Nguyen tomó su lugar.
Ahmad sometió a su oponente egipcio Mahmoud Mohamed en 83 segundos en ONE Championship: State of Warriors.
Bashir Ahmad actualmente trabaja como ejecutivo en competencia y emparejamiento para ONE Championship.

## Récord en artes marciales mixtas
| Récord profesional | Récord profesional | Récord profesional |
| 7 peleas           | 4 victorias        | 3 derrotas         |
| ------------------ | ------------------ | ------------------ |
| Nocaut             | 0                  | 2                  |
| Sumisión           | 3                  | 1                  |
| Decisión           | 1                  | 0                  |

| Resultado | Récord | Oponente              | Método                                      | Evento                                          | Fecha                    | Ronda | Tiempo | Localización | Notas |
| --------- | ------ | --------------------- | ------------------------------------------- | ----------------------------------------------- | ------------------------ | ----- | ------ | ------------ | ----- |
| Victoria  | 4-3    | Mahmoud Mohamed       | Sumisión (gancho de tacón)                  | ONE Championship: State of Warriors             | 7 de octubre de 2016     | 1     | 1:23   | Rangún       |       |
| Derrota   | 3-3    | Jimmy Yabo            | KO (puñetazo)                               | ONE Championship: Tribe of Warriors             | 20 de febrero de 2016    | 1     | 0:21   | Yakarta      |       |
| Derrota   | 3-2    | Amir Khan Ansari      | TKO (paro médico)                           | ONE Championship: Valor of Champions            | 24 de abril de 2015      | 3     | 3:20   | Pasay        |       |
| Victoria  | 3-1    | Tanaphong Khunhankaew | Sumisión (estrangulamiento trasero desnudo) | ONE Fighting Championship: Roar of Tigers       | 17 de octubre de 2014    | 1     | 4:38   | Kuala Lumpur |       |
| Derrota   | 2-1    | Bruno Pucci           | Sumisión (estrangulamiento trasero desnudo) | ONE Fighting Championship: Champions & Warriors | 13 de septiembre de 2013 | 1     | 3:13   | Yakarta      |       |
| Victoria  | 2-0    | Shannon Wiratchai     | Decisión (unánime)                          | ONE Fighting Championship: Kings and Champions  | 5 de abril de 2013       | 3     | 5:00   | Kallang      |       |
| Victoria  | 1-0    | Mohammad Arshad       | Sumisión (estrangulamiento trasero desnudo) | Pak Fight Club – PFC 2                          | 14 de abril de 2012      | 1     | 0:26   | Lahore       |       |